# Chromis acares
Chromis acares es una especie de peces de la familia Pomacentridae en el orden de los Perciformes.

## Morfología
Los machos pueden llegar alcanzar los 4 cm de longitud total.

## Hábitat
Es un pez de mar.

## Distribución geográfica
Se encuentra desde las Islas Marianas hasta las Hawái, las Islas de la Sociedad y Vanuatu.